# 고산중학교 (제주)
고산중학교(高山中學校)는 대한민국 제주특별자치도 제주시 한경면 고산리에 있는 공립 중학교이다.

## 학교 연혁
- 1948년 12월 7일 : 고산 고등 공민 학교 설립 인가
- 1953년 11월 11일 : 재단 법인 고산 학원 설립 인가
- 1954년 3월 2일 : 고산중학교 설립 인가(3학급)
- 1954년 4월 2일 : 고산중학교 개교
- 1954년 4월 2일 : 초대 교장 조승욱 선생 부임
- 2003년 3월 1일 : 공립학교로 전환
- 2005년 3월 1일 : 교육인적자원부지정 교육과정 정책 연구학교
- 2025년 1월 8일 : 제72회 졸업(졸업생 13명, 누계 5,172명)
- 2025년 3월 4일 : 제75회 입학(남 3명, 여 1명 총 4명)
- 2025년 3월 4일 : 제28대 교장 오송렬 선생 부임

## 참고 자료
- 고산중학교 - 한국교육학술정보원 학교알리미